# Státní znak Sovětského svazu

Státní znak SSSR

Státní znak Sovětského svazu užívaný v letech 1958–1991 se skládal ze zlatého srpu a kladiva na ortograficky zobrazené zeměkouli, nad paprsky vycházejícího slunce a orámované obilnými klasy. Klasy jsou převázané po obou stranách rudou stuhou s nápisy v 15 jazycích svazových republik: Proletáři všech zemí, spojte se! Nápis v ruštině je největší a nachází se přímo pod znakem. Na vrcholu znaku se nalézá rudá pěticípá hvězda.

## Vývoj znaku
|  | První verze státního znaku z let 1923–1931 se skládala ze zlatého srpu a kladiva na zeměkouli (kontinenty vyobrazeny červeně), zobrazené na paprscích vycházejícího slunce a orámované obilnými klasy převázanými po obou stranách rudou stuhou s nápisy v šesti jazycích svazových republik – rusky, ukrajinsky, bělorusky, gruzínsky, arménsky a ázerbájdžánsky. Na vrcholu byla rudá pěticípá hvězda. |
|  | Druhá verze státního znaku z období let 1931–1936 byla vzhledově totožná první, došlo ale ke změnách v ukázkách jazyků svazových republik: přidán tádžický nápis, ruský nápis se přemístil pod znak. |
|  | Třetí verze státního znaku platila v období 1936–1946. Počet jazyků se zvýšil na 11 – přibyly nápisy v jazycích nově zřízených středoasijských svazových republik – kazaština, kyrgyzština – stejně jako turkmenština a uzbečtina místo běžného tureckého hesla v předchozí verzi. |
|  | Ve čtvrté verzi z let 1946–1956 bylo již nápisů 16, na levé straně bylo nápisů 8, na pravé 7. Přibyly jazyky nově zřízených svazových republik (anektovaných roku 1940 po podpisu Paktu Ribbentrop–Molotov - estonština, litevština, lotyština, moldavština a finština jako jazyk Karelo-finské SSR vyčleněné z Ruské SFSR).                                                                             |
|  | Pátá verze státního znaku platila v letech 1956 – 1991. Ubyl nápis ve finštině, jelikož Karelo-finská SSR byla zrušena a opět začleněna do Ruské SFSR. |

### Texty ve znaku
Ve znaku užívaném 1956–1991 bylo heslo Proletáři všech zemí, spojte se! zapsáno:
| shora po levé straně: - v turkmenštině: Әхли юртларың пролетарлары, бирлешиң! - v tádžičtině: Пролетарҳои ҳамаи мамлакатҳо, як шавед! - v lotyštině: Visu zemju proletārieši, savienojieties! - v litevštině: Visų šalių proletarai, vienykitės! - v gruzínštině: პროლეტარებო ყველა ქვეყნისა, შეერთდით! - v uzbečtině: Бутун дунё пролетарлари, бирлашингиз! - v ukrajinštině: Пролетарі всіх країн, єднайтеся! | shora po pravé straně: - v estonštině: Kõigi maade proletaarlased, ühinege! - v arménštině: Պրոլետարներ բոլոր երկրների, միացե'ք! - v kyrgyzštině: Бардык өлкөлордүн пролетарлары, бириккиле! - v moldavštině: Пролетарь дин тоате цэриле, униць-вэ! - v ázerbájdžánštině: Бүтүн өлкәләрин пролетарлары, бирләшин! - v kazaštině: Барлық елдердің пролетарлары, бірігіңдер! - v běloruštině: Пралетарыі ўсіх краін, яднайцеся! |

| pod znakem: - v ruštině: Пролетарии всех стран, соединяйтесь! |

## Zamítnuté návrhy znaku

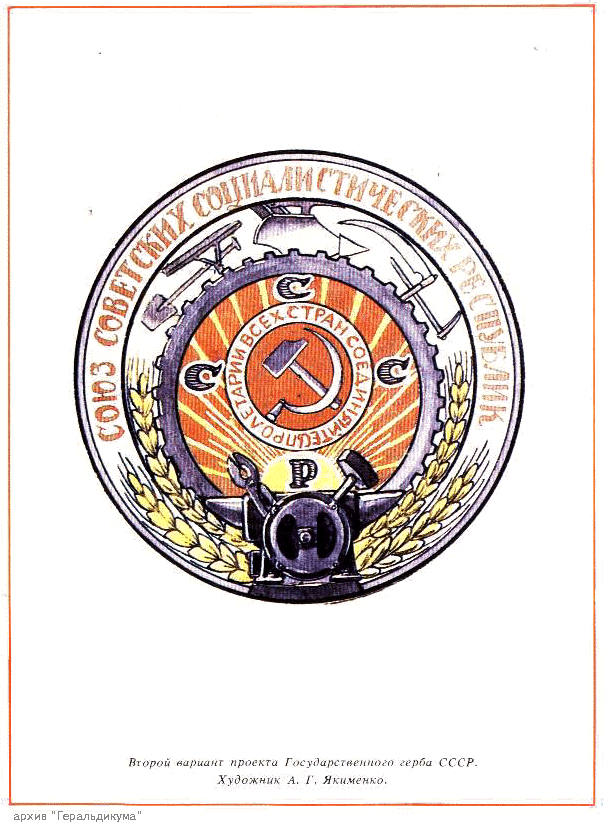
Alexandr Yakimchenko
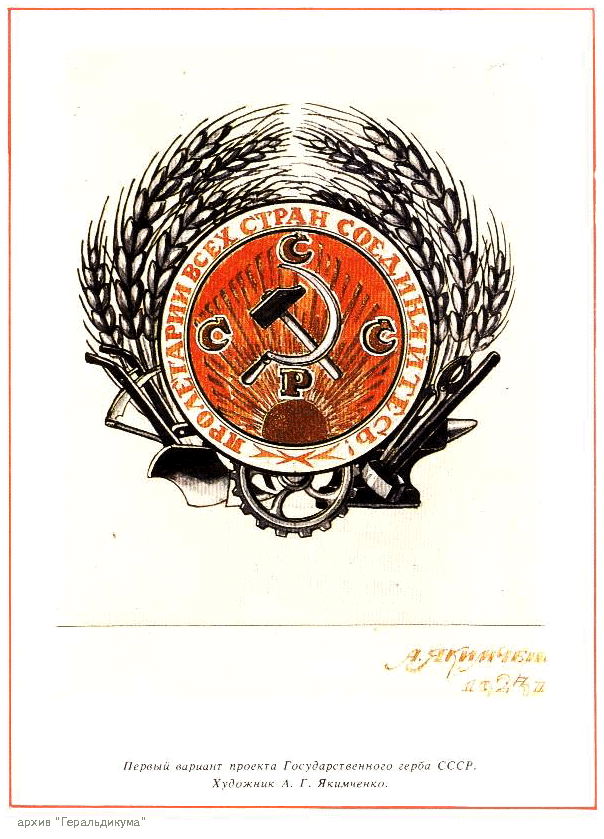
Alexandr Yakimchenko
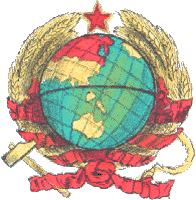
autor neznámý

## Znaky svazových republik

Arménská SSR
Ázerbájdžánská SSR
Běloruská SSR
Gruzínská SSR
Estonská SSR
Kazašská SSR
Kyrgyzská SSR
Lotyšská SSR
Litevská SSR
Moldavská SSR
Ruská SFSR
Tádžická SSR
Turkmenská SSR
Ukrajinská SSR
Uzbecká SSR
Karelo-finská SSR (1940-1956)
Zakavkazská SSR (1922-1936)

## Znaky autonomních sovětských socialistických republik

### Znaky ASSR v rámci Ázerbájdžánské sovětské socialistické republiky

Nachičevanská ASSR

### Znaky ASSR v rámci Gruzínské sovětské socialistické republiky

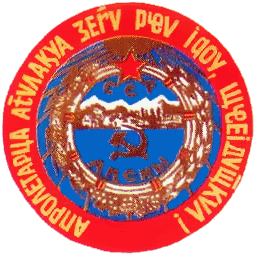
Abchazská SSR

### Znaky ASSR v rámci Ruské sovětské federativní socialistické republiky

Baškirská ASSR
Burjatská ASSR
Čečensko-ingušská ASSR
Čuvašská ASSR
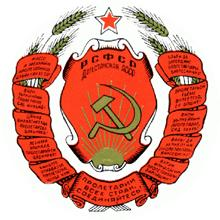
Dagestánská ASSR
Jakutská ASSR
Kalmycká ASSR
Karelská ASSR
ASSR Komi
Marijská ASSR
Severoosetinská ASSR
Tatarská ASSR
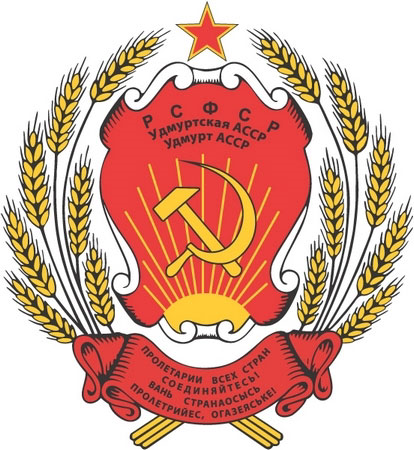
Udmurtská ASSR
ASSR Povolžských Němců (do r. 1941)
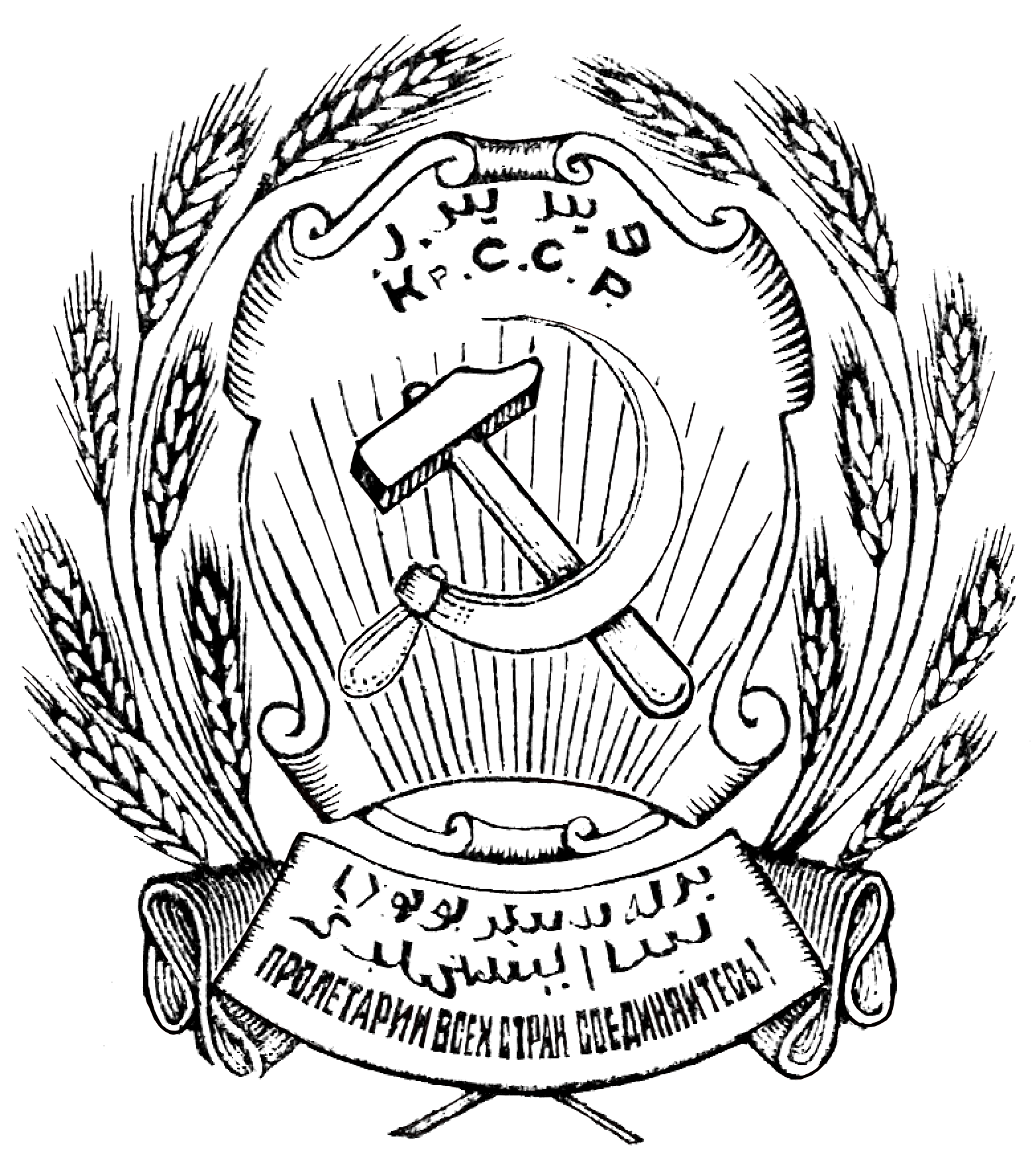
Krymská ASSR (do r. 1944)

### Znaky ASSR v rámci Ukrajinské sovětské socialistické republiky

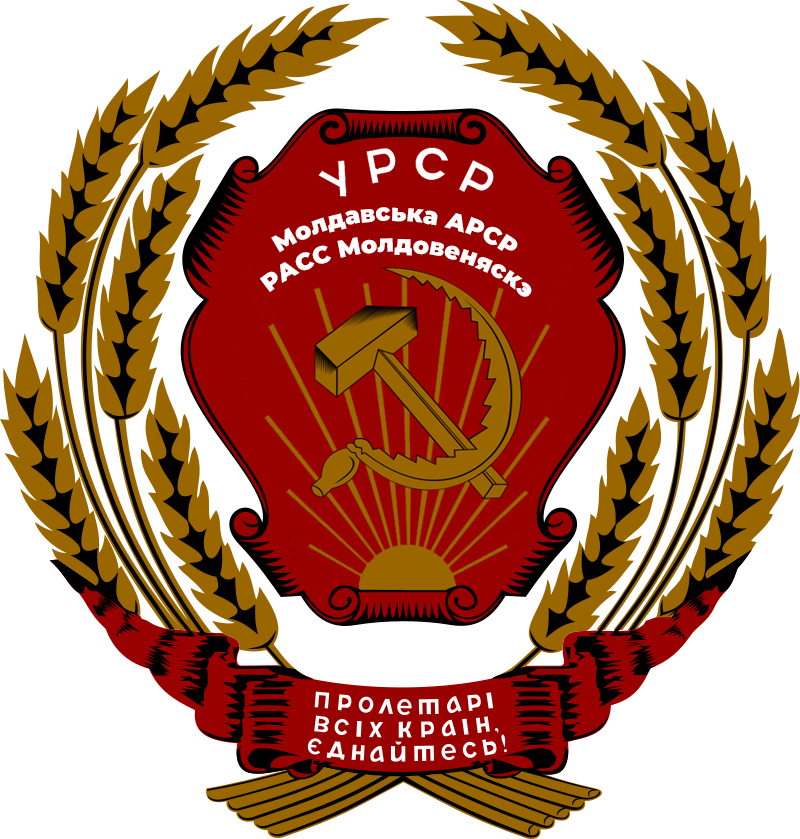
Moldavská ASSR (do r. 1940)

### Znaky ASSR v rámci Uzbecké sovětské socialistické republiky

Karakalpakská ASSR

## Znaky postsovětských republik vycházející z původních sovětských

Bělorusko (od r. 1995)
Podněsterská moldavská republika
Tádžikistán
Uzbekistán